# Psyche rouasti
Psyche rouasti är en fjärilsart som beskrevs av Franciscus J.M. Heylaerts 1879. Psyche rouasti ingår i släktet Psyche och familjen säckspinnare. Inga underarter finns listade.